# Pieces of a Dream
Pieces of a Dream je album s výběrem nejlepších hitů americké popové zpěvačky Anastacie. Na albu se nacházejí hity z alb Not That Kind, Freak of Nature a Anastacia plus je k dispozici ještě druhé album, kde jsou její písně v různých remixech.

## Seznam písní
(1 disk)
1. I'm Outta Love
2. Not That Kind
3. Cowboys & Kisses
4. Made for Lovin' You
5. Paid My Dues
6. One Day in Your Life
7. Why'd You Lie to Me
8. You'll Never Be Alone
9. Left Outside Alone
10. Sick & Tired
11. Welcome to My Truth
12. Heavy on My Heart
13. Everything Burns (feat. Ben Moody)
14. I Belong to You (feat. Eros Ramazzotti)
15. Pieces of a Dream
16. In Your Eyes
17. Club Megamix

(2 disk)
1. I'm Outta Love [Hex Hector Radio Edit]
2. Left Outside Alone [M*a*s*h Radio Mix]
3. Paid My Dues [The S-Man's Darkstar Mix]
4. Sick and Tire [Jason Nevins Funkrock Remix Edit]
5. Why'd You Lie to Me [Nu Soul Dnb Mix]
6. Love Is a Crime [Thunderpuss Club Mix]
7. Not That Kind [Kerri Chandler Mix – Radio Edit]
8. One Day in Your Life [Hex Hector/Mac Quayle Club Mix]
9. Left Outside Alone [Jason Nevins Global Club Edit]
10. Not That Kind [Ric Wake Club Final]
11. Love Is a Crime [Cotto's Doin' the Crime Mix]
12. Boom [Thunderpuss Tribe-A-Pella Mix]
13. One Day in Your Life [Almighty Mix]
14. Sick and Tired [Jason Nevins Electrochill Remix Edit]

## Umístění ve světě
- Kanada – 23. místo
- Rakousko – 4. místo
- Belgie – 8. místo
- Dánsko – 19. místo
- Nizozemsko – 10. místo

*Celosvětový prodej - 3 miliony